# Tornø
Tornø är en ö i Danmark. Den ligger i Region Syddanmark, i den centrala delen av landet. Arean är 0,12 kvadratkilometer. Tornø är mycket platt och ön har 4 invånare (2020). Tornø är främst täckt av gräs och lite jordbruksmark.